# Adrián Puente
Adrián Alejandro Puente (Buenos Aires; 14 de mayo de 1970) es un periodista deportivo especialista en Fórmula 1 y presentador de noticias argentino. Actualmente forma parte de Telefe, Fox Sports y Telemetrico F1 para Fox Sports Argentina y su canal de YouTube.
Desde enero de 2024, conduce “La Zona Central” de lunes a viernes a las 19:30 horas con Catalina Bonadeo y Alejandro Wall, también por Fox Sports Argentina.
En septiembre de 2010 se convirtió en el conductor de Telefe Noticias a las 13, reemplazando al periodista Jorge Jacobson, quien estuvo al frente del noticiero durante 11 años y se retiró de los medios de comunicación, luego de más de 30 años de carrera. Y a partir de febrero del 2014 toma el mando de Baires Directo (actualmente es llamado "#BuenTelefe"). Conductor en (CNN Radio Argentina)”Los primeros de la tarde” (13 hs). Anteriormente también condujo en la misma emisora, ”Al fin y al cabo”,  “El tema del día” y “Jazz en CNN”. 
Se desempeña como conductor en las  transmisiones de Fórmula 1 de Fox Sports y en el programa “Telemétrico F1” los lunes a las 22 hs por Fox Sports Argentina. Anteriormente condujo El Show de la Fórmula 1, emitido por Star+ y por ESPN y como redactor y analista de esta categoría en Motorsport.com y en el canal de YouTube de Telemétrico F1. 

## Trayectoria

### TV

#### TyC Sports
- Club Hípico

#### FOX Sports
- Central Fox
- Fórmula 1

#### FOX Sports Argentina
- Telemetrico F1
- Fórmula 1
- La Zona Central

#### elnueve
- Eurogol
- Telenueve

#### C5N
- Prime Time
- Tarde a Tarde
- Resumen al Cierre
- Mañanas Argentinas
- Resumen Central

#### Telefe
- El Noticiero de la Gente
- Buen Telefe

#### ESPN
- El Show de la Fórmula 1

### Radio

#### Radio La Red
- Puntos de Vista

#### Radio 10
- Que Noche Teté

#### La 990
- En Contacto

#### CNN Radio Argentina
- Los primeros de la Tarde
- Al Fin y Al Cabo
- El Tema del DÍA
- Jazz en CNN

#### Campeones Radio
- Telemétrico F1